# Francis Giauque
Francis Giauque (* 31. März 1934 in Prêles, Kanton Bern; † 13. Mai 1965 bei Boudry, Kanton Neuenburg) war ein Schweizer Schriftsteller.

## Leben
Francis Giauque, Sohn des Posthalters von Prêles im Berner Jura, verliess das Gymnasium vorzeitig und schlug sich unter anderem als Buchhändler und Korrektor durch, unterbrochen von mehreren Klinikaufenthalten. Er litt stark unter Psoriasis; seine Verzweiflung drückte er in Gedichten und Erzählungen aus. Er wird, mit seinem lauten Protest gegen eine feindliche Umwelt, zu den «poètes maudits» gezählt.
Der Genfer Schriftsteller Georges Haldas half ihm, zwei Werke zu Lebzeiten zu veröffentlichen, und liess drei weitere Bände postum erscheinen.
Giauque verliess in der Nacht vom 12. auf den 13. Mai 1965 die psychiatrische Klinik in Perreux und wählte den Freitod im Neuenburgersee.

## Werke
- Parler seul, Genève 1959
- L’Ombre et la nuit, Moutier 1962
- Terre de dénuement, Lausanne 1968
- Journal d’enfer, Paris 1978
- C’est devenu ça ma vie, Les Ponts-de-Martel 1987
- Œuvres, Vevey 2005, ISBN 2-88108-721-3 (Gesamtausgabe)
  - Die Glut der Schwermut im Schattenraum der Nacht. Gedichte und Prosa, übersetzt von Christoph Ferber und Barbara Traber. Gut, Stäfa 2019, ISBN 978-3-85717-280-9.